# 미시시피 주립 대학교
미시시피 주립 대학교(Mississippi State University; MSU)는 미국 미시시피주에 위치한 주립 대학이다. 정식 명칭은 미시시피 주립 농업 응용과학 대학교(The Mississippi State University of Agriculture and Applied Science)이며, 미국 미시시피주(州), 옥티베하군(Oktibbeha County)에 위치한 정부로부터 무상으로 토지가 주어져 설립된 랜드그랜트(land-grant) 대학이다. 대학은 스탁빌(Starkville) 마을의 일부와 비법인지역(unincorporated area)에 일부가 위치한다. 미시시피 주립대는 “고도의 연구 활동을 하는 종합적인 박사과정까지의 연구 대학”이라고 카네기 재단(Carnegie Foundation)에서 분류했다. 미시시피 주립대는 스탁빌(메인캠퍼스), 머리디안(Meridian), 빌록시(Biloxi), 빅스버그(Vicksburg)에 캠퍼스가 있다.
거주인 등록금(Resident-fee)같은 경우는 굉장히 값이 저렴하지만, 시민권이 없거나 고등학교를 미시시피가 아닌 다른 주에서 졸업했을 경우 비-거주자 요금(Non-resident fee)를 내야하며, 비-거주자로서 대학을 다니려면 거의 1년에 $24000에 달하는 천문학적인 돈을 지불해야한다. 비록 다른 사립 대학교들에 비해 싼 가격이지만, 부담하기엔 힘든 가격대이다.
하지만 대입 입학 성적이 높을 경우 장학금을 받아 등록금을 일정부분 이상 부담할 수 있다.
미시시피 주립대학교는 주 플래그쉽 대학교로 주 정부의 전폭적인 지지와, 요 근래 상당히 많은 학생과 사업가들의 유입으로 도시가 크게 성장하기 시작했으며, 물가도 상당히 낮은 편이라 학생으로서 부담이 적은 편에 속한다.

## 역사
미시시피 주립대는 미시시피 농공대 (The Agricultural and Mechanical College of the State of Mississippi)로 시작했으며 (미시시피 A&M (Mississippi A&M)으로도 불림), 1862년에 제정된 모릴 법(Morrill Act) 이후에 설립된 랜드그랜트(land-grant) 대학 중 하나이다. 미시시피 주립대는 1878년 2월 28일 미시시피 입법부에 의해 “농학, 원예학과 공학 … 과학적, 고전적 연구를 제외하지 않으며 군사 전술학을 포함하는” 교육을 제공하는 임무를 다하기 위해 설립되었다. 미시시피 주립대는 1880년 가을 학기에 첫 학생을 받았으며 당시 학장은 스티븐 D. 리 (Stephen D. Lee) 장군이었다.
1887년, 의회는 해치 법(Hatch Act)을 통과시켰으며, 이는 1888년 농업 시험장의 설립을 제공했다. 스미스-레버 법(Smith-Lever Act)에 의해 1914년 협동 조합 지도 사업(Cooperative Extension Service)이 설립되었다. 미시시피 주립대는 이때부터 법률에 의해 대학의 임무를 확장하고 재정립하였다. 1932년 의회는 대학의 이름을 미시시피 주립대학(Mississippi State College)으로 개명하였다.
1958년, 의회가 대학이름을 미시시피 주립대(Mississippi State University)로 개명할 때까지, 일반대학원이 조직되었으며(1936), 박사 학위 프로그램이 시작되었으며(1951), 삼림자원 대학이 설립되었으며(1954), 또한 인문과학대학이 일반과학대학을 대체했다(1956).
1965년 7월, 리차드 E. 홈즈(Richard E. Holmes)가 미시시피 주립대에 입학한 최초의 아프리카계 미국인이 되었다. 건축학부는 1973년 처음으로 학생을 받았으며, 수의과대학은 1977년 처음 수업을 시작했다. MSU 수의과대학 (Vet school 또는 일반적으로 CVM이라 불림)은 미국 내에서 한 지붕 아래에 있는 가장 큰 대학이다. 회계대학은 1979년 설립되었다.
2011년 가을기준, 미시시피 주립대에 등록된 총 인원은 20,424명이다. 대학은 160개의 건물을 포함하고, 토지는 농장, 목장, 시험 연구소의 숲 등을 포함하여 4,200 에이커 (17 km2)에 이른다. 미시시피 주립대는 미시시피 주를 건너서 추가적인 80,000 에이커(320 km2)의 토지를 소유하고 있다.
미시시피 주립대의 캠퍼스의 중심인 사각형 안뜰은 드릴 필드(Drill Field)이며, 이 이름은 이차 세계대전이 끝나기 전까지 사관후보생들의 빈번한 사용으로 인해 붙여졌다. 드릴 필드 남-북으로 거울상의 건물인 리-홀(Lee Hall, 원래의 대학 본부 건물, 현재 언어학부 건물)과 슈발름-홀(Swalm Hall, 데이브 C. 슈발름 화학 공학과 시설)이 있다.
올드메인(Old Main)은 원래의 기숙사 건물로 리-홀 옆에 있었으며, 끔찍한 화재사고로 인해 타버렸으며, 현재는 콜바드 학생회관(Colvard Student Union) 자리로 바뀌었다. 드릴필드를 마주한 가장 큰 건물은 미첼 기념 도서관(Mitchell Memorial Library)이다.
미시시피 주립대에서 가장 명망있는 학부는 기계공학부며, 최근 여러명의 물리학 그리고 기계공학부 교수들을 추가로 영입하여 학과 수준을 높이고있다.
2019년도에 추가로 여러 건물들을 증설하기 시작했으며, 학생들이 많아짐과 동시에 주차 공간이 부족해져, 힐번홀(Hilbun-Hall, 물리학, 천체물리학) 뒷편에 추가로 주차장을 마련하였으며, 화학공학과 건물 추가 건설과 동시에 Sanderson Center앞에 무언가를 짓고있다.

## 전반적인 대학생활
미시시피 주립대학교는 주의 Flagship 대학교지만 적은 금액의 학비 그리고 생활물가로 여러 학생들에게 큰 메리트가 되어왔다.
[집'주']
집 같은 경우에는 월세 50~70만원 선에서 해결가능하며, 기숙사가 학교 주변 집보다 비싼 편이다.
[생활비'식']
생활 물가도 상당히 싼 편이며, 혼자 밥을 만들어 먹는다면 한달 20~30만원 선에서 해결할 수 있다.
['도시 환경']
미시시피 주립대학교는 가장 큰 단점이 시골에 위치하여, 크게 할 수 있는 것들이 많이 없다.
많은 사람들이 운동, 스포츠(탁구, 수영, 암벽등반, 테니스 등등)로 여가생활을 즐기는 편이다.
근처 갈만한 도시로는 멤피스(2시간30분), 버밍행(2시간 30분), 아틀란타(4시간30분), 펜사콜라(5시간)등이 있으며 해당 도시에는 할 게 많은 편이다.
하지만 그만큼 공부에 집중하기 더할나위 없는 환경이며, 학구열도 높은 편이다. 대학교에서도 많은 공부활동 및 연구 경험 등 다양한 공부 환경을 제공한다. 위에 제기된 단점들이 장점으로도 해석될 수 있는 수준이다.
[캠퍼스]
미시시피 주립대학교의 캠퍼스는 매우 크며, 미국 대학 중에서도 잘 정돈 돼있고 예쁜 편에 속한다.
메인 중앙광장인 드릴필드에서는 여러 학생들이 학기 중 프리즈비, 캐치 볼, 강아지 데리고 놀기, 돗자리 펴놓고 'chilling'하기 등 여러 활동을 한다.
미시시피 주립대학교는 1862년 A&M (Agriculture & Mechanical Engineering)으로 시작한 만큼 예로부터 명실상부 높은 랭킹의 공대를 보유하였다.

## 순위
- 미시시피 주립대는 포브스(Forbes)에서 선정한 "America's Best College Buys"에서 #18 위를 기록했다.
- 2013년, 포브스는 또한 미시시피 주립대를 #279 위로 평가했다.
- 'U.S. News & World Report National Rankings'에서 선정한 'National Universities' 공동 156위(2015년 기준)에 올랐다.

대학원

U.S. News & World Report National Rankings'
| Graduate Area       | 2012 National Rank |
| ------------------- | ------------------ |
| Engineering         | 84                 |
| Veterinary Medicine | 24                 |

## 교통
캠퍼스 내부 및 캠퍼스와 스탁빌 주요 주거지역 및 식료품 점을 연결하는 'SMART(Starkville-MSU Area Rapid Transit)'서비스를 무료로 이용할 수 있다.
개강 시기에 맞춰 새로 오는 학생의 경우 GTR 공항으로 올 경우 학교에서 제공하는 공항 픽업 서비스(링크참조)를 이용해 공항에서 목적지까지 갈 수 있다.(2015년 가을 학기 기준)

## 대구카톨릭대학교 해외복수학위 제도
예로부터 대구카톨릭대학교와 미시시피 주립대학교는 자매결연으로 매해 1~2명의 학생이 해외복수학생 제도로 편입해왔다. 기계공학과, 컴퓨터 공학과, 심리학과, 사회학과의 학생들이 주로 편입해왔다.
대구카톨릭대학교의 해외복수학위 가능 대학으로는 미네소타 멘케이토 주립대, 미시시피 주립대, 안젤로 대학교 등이 있다.
갈 수 있는 대학교 중 유일한 R1 대학교로, 미국이 대학교 수준, 연구 성과 등을 분석하여 R1 ~ R4로 분류 해놓는다.
P.S. 미시시피 주립대학교는 주의 Flagship 대학교로 멘케이토 주립대와 안젤로 대학교처럼 지역대학(Regional)보다 재정 자립도 및 대학원 진학률이 높다. 그래도 주립대학교라 그런지 여러 가지 학생 지원제도, 캠퍼스 크기, 여러 기회 등 지역대학교보다 어드벤티지가 더 높다.

## 한인 학생회
MSU 한인학생회 홍보 인스타그램 보관됨 2013-06-10 - 웨이백 머신는 미시시피 주립 대학교 내 한인 학생 및 연구원, 교수님들 간의 교류를 도우며, 인터네셔널 피에스타와 같은 학교 행사에 참여하며 한글학교와 같은 자체 기획 업무 또한 진행한다.
2019년 한인학생회 주관으로 리그오브레전드 'Kimchi-Power' 클럽이 창설 되었다.
2019년 가을학기 Tailgating으로 수육과 김치를 만들어 McCarthy hall 앞에서 한인 학생분들과 교류할 수 있는 기회를 가졌다.
2021년 가을학기 Tailgating으로 삼겹살 구이를 만들어 McCarthy Hall 앞에서 여러 한인 학생분들과 교류하였다.
2021년 한인학생회 주관으로 탁구 토너먼트 개최

## 같이 보기
- 건축학교 목록
- 미국의 종합대학 목록